# Colibri (Wenen)
Colibri is een historisch merk van motorfietsen.
De bedrijfsnaam was: Josef Walter & Co., Wien (1952-1954).
Ook in München was een bedrijf dat clip-on motoren maakte onder de naam Colibri, maar dit Oostenrijkse merk bouwde scooters met 123 cc DKW-motor.